# Макарьевская (Вологодская область)
Мака́рьевская (вепс. Rand) — деревня в Бабаевском районе Вологодской области России.
Входит в состав Пяжозерского сельского поселения, с точки зрения административно-территориального деления — в Пяжозерский сельсовет.
Расположена на берегу Кодозера. Расстояние по автодороге до районного центра Бабаево — 120 км, до центра муниципального образования посёлка Пяжелка — 20 км. Ближайшие населённые пункты — Алексеевская, Григорьевская, Никитинская, Погорелая, Тарасовская, Яковлевская.
По переписи 2002 года население — 3 человека, все — вепсы.